# سمية الألفي (كاتبة)
سمية السيد عبد الفتاح الألفي وتشتهر سمية الألفي (مواليد 25 يناير 1961 في محافظة بورسعيد، مصر) هي كاتبة مصرية. عملت رئيسة لقسم الأدب بجريدتي «مصر الكنانة» و«بورسعيد اليوم». وقد دُرست روايتها «في الحلق بحر ميت» في جامعة الجلفة بالجزائر، ودرّس ديوانها «كائنات تدق مساميرها في الهواء» في كلية التربية بجامعة بورسعيد. سمية هي أيضًا عضو مجلس إدارة نادي أدب بورفؤاد، وعضو اتحاد كتاب مصر والعرب.

## مؤلفاتها
- «في الحلق بحر ميت» (رواية)، 2012
- «أرجاء بلا عالم» (رواية)، 2013[2]
- «ساحل المنتهى»[3]
- «قاهرة من ضباب»، 2020[4]

## جوائز
- المركز الأول في الشعر، مسابقة الهيئة العامة لقصور الثقافة[3]
- المركز الثاني في القصة، مسابقة صلاح هلال[1]